# 城南情緣
是一部於2016年上映的美國浪漫愛情喜劇片，由李察·譚納執導和編劇，並與蒂卡·桑普特、勞勃·泰特爾共同擔任監製，同時也是譚納的導演處女作。主要敘述巴拉克·歐巴馬與蜜雪兒·羅賓森年輕時的愛情故事，由帕克·索耶和桑普特分別飾演年輕的巴拉克·歐巴馬與蜜雪兒·羅賓森。
電影2015年7月在芝加哥拍攝；2016年1月24日在2016年日舞影展上首映，2016年8月26日在北美正式上映。

## 劇情
故事敘述1989年時，還在哈佛大學念書的巴拉克·歐巴馬試圖贏得年輕律師蜜雪兒·羅賓森的心，而在芝加哥進行兩人第一次的約會。他們參觀了芝加哥藝術博物館、欣賞了史派克·李的電影《為所應為》，並在冰淇淋店外得到了雙方的第一個吻。

## 演員
- 帕克·索耶（英语：Parker Sawyers）飾演巴拉克·歐巴馬
- 蒂卡·桑普特飾演蜜雪兒·羅賓森
- 凡妮莎·貝爾·卡洛威（英语：Vanessa Bell Calloway）飾演瑪麗昂·羅賓森（Marion Robinson）
- 菲利普·愛德華·范·李爾（英语：Phillip Edward Van Lear）飾演佛拉澤·C·羅賓森（Fraser C. Robinson）

## 反響
電影贏得了正面好評。爛番茄新鮮度高達93%，Metacritic得分75。主要受影評人稱讚其演員的演技、對白和浪漫的氛圍使人愉悅。
分析師評估電影於首映週末在八百零六間戲院終能獲得200萬美元的票房。美國首映週末票房為310萬美元位居第十三名。
電影在爛番茄於2023年2月整理出60部黑人電影的排行榜中位居第17名。

## 外部連結
- 官方網站 （页面存档备份，存于）
- 互联网电影数据库（IMDb）上《城南情緣》的资料（英文）
- 豆瓣电影上《城南情緣》的資料 （简体中文）
- Box Office Mojo上《城南情緣》的資料（英文）